# Teste adaptativo informatizado

### Definição e funcionamento
Um teste adaptativo informatizado é um tipo de avaliação executado por um computador ou um sistema informacional. Esse tipo de teste surgiu entre a década de 1970 e 1980, com a finalidade de suprir as brechas que os métodos tradicionais de verificação de traços latentes - que quantificavam pelo número de respostas corretas.
Apresentados via computador, os itens do TAI variam a cada resposta selecionada pelo avaliado - cada novo item, a estimativa do traço latente é recalculada, de tal forma a fornecer o item mais adequado para a estimativa.  Além disso, o TAI, enquanto software, necessita de um banco de itens com parâmetros da Teoria de Resposta ao Item - TRI.
O teste adaptativo chega ao fim diante de uma das seguintes condições:
Um teste adaptativo deve ser íntegro quanto a sua aplicação e seus dados e, por isso, não poderá terminar antes que o examinado responda um número mínimo de itens, que todos os tópicos do teste serem cobertos e que um número suficiente de itens tenha sido aplicado.
A manutenção do banco de itens ao qual estiver relacionado impacta profundamente na estrutura do teste.

### Aplicações

#### Testes Psicológicos Informatizados
Há tentativas de melhorar a precisão de testes psicológicos com o auxílio do Teste Adaptativo Informatizado. Entretanto, há poucas aplicações deste tipo de teste no contexto da psicologia, no Brasil, em relação aos testes convencionais comercializados.
Estes testes são passíveis de aplicação na seleção de recursos humanos.

#### Avaliações Educacionais e contexto educativo
As aplicações contemporâneas desse tipo de teste, no tangente à avaliação educacional, se situam na aferição da proficiência de linguagens e da melhoria da precisão em relação as provas escolares convencionais. Sendo apontado como recurso tecnológico na alfabetização inicial.
No Brasil, houve discussões acerca da utilização desse tipo de teste no Enem e uma prova piloto foi anunciada pelo governo, no início do ano de 2020.